# Гордан Петрић
Гордан Петрић (Београд, 30. јул 1969) бивши је југословенски и српски фудбалер.

## Каријера

### Клуб
Дебитовао је за ОФК Београд у сезони 1985/86, кад је клуб испао из најбољег ранга такмичења југословенског фудбала. Прешао је у Партизан током зимског прелазног рока 1989. године. У наредних пет година Петрић је освојио једну титулу првака и два национална купа, пре него што је у новембру 1993. прешао у шкотски клуб Данди јунајтед. Одмах је постао стандардни првотимац, освојио шкотски куп у својој дебитантској сезони са клубом. Прешао је у Глазгов Ренџерс јула 1995. године. Остао је у клубу три године, а помогао је при освајању девете титуле у низу. Затим одлази у енглески Кристал палас. Постигао је један погодак за клуб у ремију 1:1 против Шефилд јунајтеда.
У лето 1999. године. прешао у грчког суперлигаша АЕК из Атине. Напустио је клуб након само неколико месеци и вратио се у Шкотску када га је потписао Хартс у децембру 1999. Петрић је остао у Хартсу до марта 2001, а клуб је напустио две године пре краја уговора споразумно. Једном је постигао погодак за Хартс у Купу УЕФА, победа од 3:2 над Штутгартом.
Вратио се у Партизан 2001. године, а у марту 2002. позајмљен је кинеском клубу Сичуан Гуанчен. Кратко је остао у клубу, одиграо је три утакмице и након тога завршио играчку каријеру.

### Репрезентација
Петрић је играо за Југославију на Светском првенству за младе 1987. године, а тада тим победио на турниру у Чилеу. Касније је позван за Европско првенство 1992. у Шведској, али је југословенска репрезентација избачена због санкција.
За сениорски национални тим у периоду од 1989. до 1997. године одиграо је укупно пет утакмица. Дебитовао 20. септембра 1989. против Грчке (3:0) у Новом Саду, а последњи пут играо 16. јуна 1997. против Јужне Кореје (1:1) у Сеулу.

### Тренер
Између 2007. и 2008, Петрић је био генерални секретар Партизана. После је именован за потпредседника клуба у октобру 2008. године, заједно са Зораном Мирковићем. Обојица су напустили своје функције до септембра 2009. године.
У децембру 2012. постављен је за тренера Бежаније. Клуб је напустио крајем 2013. године. Након тога, заједно са Иваном Томићем, Петрић је именован за помоћника селектора Србије Љубинка Друловића у мају 2014. године.
После две кратке епизоде у Синђелићу и Земуну, обе током 2015. године, Петрић је у септембру 2016. постао тренер српског прволигаша Чукаричког. Уговор је раскинут споразумно након три месеца.
У септембру 2020. је постављен за тренера словеначког прволигаша Горице. Након серије од пет узастопних пораза, Петрић је напустио клуб у децембру исте године.
Петрић је 12. августа 2022. године постављен за тренера Партизана. На ту функцију је стигао уместо Илије Столице који је претходно смењен. Са Петрићем на тренерској клупи, Партизан је елиминисао малтешки Хамрун спартанс и пласирао се у групну фазу Лиге конференције. У конкуренцији Нице, Келна и Словацка, Партизан је заузео друго место у групи и тако обезбедио себи европско пролеће. Под Петрићевим вођством, Партизан је испао у шеснаестини финала Купа Србије након што је после извођења једанаестераца поражен на гостовању Радничком у Сремској Митровици. На почетку пролећног дела такмичарске 2022/23, Партизан је елиминисан од молдавског Шерифа у баражу за осмину финала Лиге конференције. У Суперлиги Србије, Партизан је доживео један од најтежих пораза на свом терену у клупској историји када је на Стадиону ЈНА изгубио од новосадске Младости резултатом 0:4. Петрић је поднео оставку 27. фебруара 2023, након што је на свом терену Партизан одиграо 1:1 са Радничким 1923 из Крагујевца. У моменту Петрићевог одласка, Партизан се налазио на другом месту Суперлиге Србије са 13 бодова заостатка за Црвеном звездом.
Почетком 2024. године, постављен је за новог шефа стручног штаба Чукаричког. Напустио је клуб 13. марта исте године након што је водио екипу на само шест утакмица.

## Статистика

### Клуб
| Клуб                  | Сезона          | Лига    | Лига   | Куп     | Куп    | Лига куп | Лига куп | Континентално | Континентално | Укупно  | Укупно |
| Клуб                  | Сезона          | Наступи | Голови | Наступи | Голови | Наступи  | Голови   | Наступи       | Голови        | Наступи | Голови |
| --------------------- | --------------- | ------- | ------ | ------- | ------ | -------- | -------- | ------------- | ------------- | ------- | ------ |
| ОФК Београд           | 1985/86         | 1       | 0      |         |        | —        | —        | —             | —             | 1       | 0      |
| ОФК Београд           | 1986/87         | 16      | 2      |         |        | —        | —        | —             | —             | 16      | 2      |
| ОФК Београд           | 1987/88         | 30      | 6      |         |        | —        | —        | —             | —             | 30      | 6      |
| ОФК Београд           | 1988/89         | 18      | 4      |         |        | —        | —        | —             | —             | 18      | 4      |
| ОФК Београд           | Укупно          | 65      | 12     |         |        | —        | —        | —             | —             | 65      | 12     |
| Партизан              | 1988/89         | 15      | 0      |         |        | —        | —        | 0             | 0             | 15      | 0      |
| Партизан              | 1989/90         | 27      | 3      |         |        | —        | —        | 5             | 0             | 32      | 3      |
| Партизан              | 1990/91         | 16      | 0      |         |        | —        | —        | 4             | 0             | 20      | 0      |
| Партизан              | 1991/92         | 5       | 1      |         |        | —        | —        | 0             | 0             | 5       | 1      |
| Партизан              | 1992/93         | 33      | 1      |         |        | —        | —        | —             | —             | 33      | 1      |
| Партизан              | 1993/94         | 10      | 1      |         |        | —        | —        | —             | —             | 10      | 1      |
| Партизан              | Укупно          | 106     | 6      |         |        | —        | —        | 9             | 0             | 115     | 6      |
| Данди јунајтед        | 1993/94         | 27      | 1      | 8       | 0      | 0        | 0        | 0             | 0             | 35      | 1      |
| Данди јунајтед        | 1994/95         | 33      | 2      | 4       | 0      | 3        | 0        | 2             | 1             | 42      | 3      |
| Данди јунајтед        | Укупно          | 60      | 3      | 12      | 0      | 3        | 0        | 2             | 1             | 77      | 4      |
| Глазгов Ренџерс       | 1995/96         | 33      | 1      | 4       | 0      | 3        | 0        | 6             | 0             | 46      | 1      |
| Глазгов Ренџерс       | 1996/97         | 26      | 2      | 1       | 0      | 5        | 0        | 6             | 1             | 38      | 3      |
| Глазгов Ренџерс       | 1997/98         | 6       | 0      | 3       | 0      | 1        | 0        | 1             | 0             | 11      | 0      |
| Глазгов Ренџерс       | 1998/99         | 0       | 0      | 0       | 0      | 0        | 0        | 2             | 0             | 2       | 0      |
| Глазгов Ренџерс       | Укупно          | 65      | 3      | 8       | 0      | 9        | 0        | 15            | 1             | 97      | 4      |
| Кристал палас         | 1998/99         | 18      | 1      | 0       | 0      | 0        | 0        | —             | —             | 18      | 1      |
| АЕК Атина             | 1999/2000       | 7       | 0      | 4       | 1      | —        | —        | 5             | 0             | 16      | 1      |
| Хартс                 | 1999/2000       | 18      | 0      | 2       | 0      | 1        | 0        | —             | —             | 21      | 0      |
| Хартс                 | 2000/01.        | 19      | 0      | 2       | 0      | 1        | 0        | 2             | 1             | 24      | 1      |
| Хартс                 | Укупно          | 37      | 0      | 4       | 0      | 2        | 0        | 2             | 1             | 45      | 1      |
| Сичуан Гуанчен (поз.) | 2002.           | 3       | 0      |         |        | —        | —        | —             | —             | 3       | 0      |
| Каријера укупно       | Каријера укупно | 361     | 25     | 28      | 1      | 14       | 0        | 33            | 3             | 436     | 29     |

### Репрезентативна
| Тим             | Година | Наступи | Голови |
| --------------- | ------ | ------- | ------ |
| СФР Југославија | 1989   | 2       | 0      |
| СФР Југославија | 1990   | 0       | 0      |
| СФР Југославија | 1991   | 0       | 0      |
| СФР Југославија | 1992   | 0       | 0      |
| СР Југославија  | 1993   | —       | —      |
| СР Југославија  | 1994   | 0       | 0      |
| СР Југославија  | 1995   | 0       | 0      |
| СР Југославија  | 1996   | 0       | 0      |
| СР Југославија  | 1997   | 3       | 0      |
| Укупно          | Укупно | 5       | 0      |

## Успеси
- Партизан
  - Првенство Југославије: 1992/93.
  - Куп Југославије: 1989, 1992.
- Данди јунајтед
  - Куп Шкотске: 1994.
- Глазгов Ренџерс
  - Првенство Шкотске: 1996, 1997.
  - Куп Шкотске: 1996.
  - Лига куп Шкотске: 1997.